# Les Liens du sang (Buffy)
Pour les articles homonymes, voir Les Liens du sang et Family.
Les Liens du sang est le 6e épisode de la saison 5 de la série télévisée Buffy contre les vampires.

## Résumé
Buffy révèle à Giles la véritable nature de Dawn. Willow vient rappeler à tout le groupe que l'anniversaire de Tara est pour le lendemain. Alors que Tara est à la boutique de magie, elle reçoit la visite de son frère qui vient la prévenir qu'il est venu la voir avec son père et sa cousine. Tara n'a pas l'air ravie et elle rencontre plus tard son père qui lui reproche de toujours faire de la magie et d'avoir quitté la maison. Il menace de révéler à ses amis sa nature démoniaque si elle ne veut pas rentrer avec eux. Tara jette alors un sort pour empêcher ses amis de voir ce qu'elle pense être sa vraie nature alors que Gloria, de son côté, a envoyé des démons la débarrasser de Buffy.
Alors que tout le Scooby-gang est réuni à la boutique de magie, les démons envoyés par Gloria leur sont invisibles à cause du sort jeté par Tara. Buffy est aidée par Spike, qui est le seul à pouvoir voir les démons. Tara arrive ensuite et, se rendant compte de ce qu'elle a fait, annule le sortilège. Les démons sont alors tous tués par Buffy. La famille de Tara fait son entrée avec la ferme intention de ramener Tara chez eux, expliquant au groupe que les femmes de leur famille deviennent démoniaques quand elles atteignent leur 20e anniversaire. Tout le Scooby-gang fait alors bloc derrière Tara, obligeant sa famille à renoncer à ses projets. Spike prouve ensuite à tout le monde que Tara n'est pas de nature démoniaque en la frappant, ce qui déclenche aussitôt sa puce. Toute cette histoire n'était que pure invention afin de maintenir les femmes de la famille sous la domination patriarcale. La famille de Tara quitte les lieux, laissant une Tara épanouie avec sa véritable famille.